# Paragordionus dispar
Paragordionus dispar är en tagelmaskart som först beskrevs av Müller 1927.  Paragordionus dispar ingår i släktet Paragordionus och familjen Chordodidae. Inga underarter finns listade i Catalogue of Life.